# Bogdan Marian Sikorski

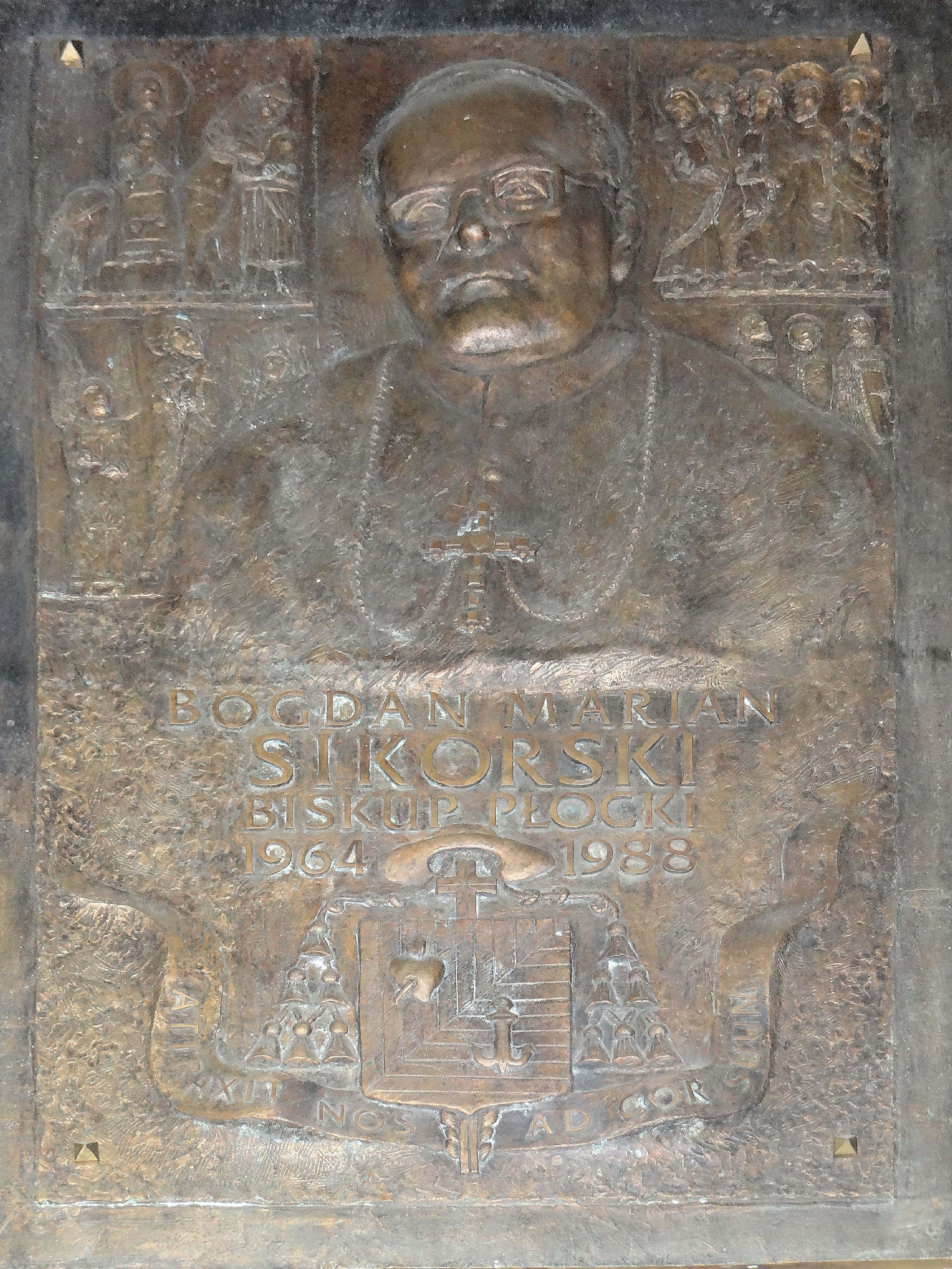
Tablica pamiątkowa w katedrze w Płocku upamiętniająca biskupa Bogdana Mariana Sikorskiego

Bogdan Marian Wincenty Sikorski (ur. 23 lutego 1920 w Poznaniu, zm. 4 lutego 1988 w Gdańsku) – polski duchowny rzymskokatolicki, biskup diecezjalny płocki w latach 1964–1988.

## Życiorys
Studia teologiczne odbył w Gnieźnie i Krakowie (tamże przyjął w 1945 święcenia kapłańskie), specjalistyczne studia prawnicze odbył na Katolickim Uniwersytecie Lubelskim. Pracował m.in. jako duszpasterz w Krzepicach, Gostyniu, Poznaniu, był kapelanem urszulanek poznańskich oraz wicekanclerzem kurii w Poznaniu.
Biskupem diecezjalnym diecezji płockiej mianował go papież Paweł VI 21 stycznia 1964. 13 lutego 1964 objął rządy w diecezji, a sakry biskupiej udzielił mu 5 kwietnia 1964 w Częstochowie prymas Stefan Wyszyński. Był inicjatorem powstania „Studiów Płockich” i Soborowego Studium Teologiczno-Pastoralnego. Od lipca 1984 pozostawał formalnie biskupem płockim, ale obowiązki administrowania diecezją zgodnie z decyzją papieża Jana Pawła II przekazał biskupowi koadiutorowi i jednocześnie administratorowi apostolskiemu sede plena diecezji Zygmuntowi Kamińskiemu. Jako powód odwołania biskupa z urzędu podaje się współpracę z organami bezpieczeństwa państwa i wyprawienie wesela synowi w pałacu biskupim.
Zmarł w Gdańsku. Został pochowany w katedrze płockiej.